# Jean-Christophe Thouvenel
Jean-Christophe Thouvenel (Colmar, 8 ottobre 1958) è un ex calciatore francese, di ruolo difensore.

## Carriera

### Club
Ha giocato nella prima divisione svizzera ed in quella francese.

### Nazionale
Ha collezionato quattro presenze con la propria Nazionale.

## Palmarès

### Club

#### Competizioni nazionali
- Coppa Svizzera: 1

Servette: 1977-1978
- Coppa di Lega svizzera: 1

Servette: 1976-1977
- Campionato francese: 3

Bordeaux: 1983-1984, 1984-1985, 1986-1987
- Coppa di Francia: 1

Bordeaux: 1985-1986
- Supercoppa francese: 1

Bordeaux: 1986

#### Competizioni internazionali
- Coppa delle Alpi: 3

Servette: 1976, 1978
Bordeaux: 1980

### Nazionale
- Oro olimpico: 1

Los Angeles 1984